# Liste der Museen im Landkreis Bad Dürkheim
Die Liste der Museen im Landkreis Bad Dürkheim enthält sämtliche Museen innerhalb des Landkreises Bad Dürkheim.

## Museen
- Bad Dürkheim
  - Heimatmuseum der Stadt Bad Dürkheim im Haus Catoir
  - Pfalzmuseum für Naturkunde (Pollichia-Museum)
- Deidesheim
  - 3F Deutsches Museum für Foto-, Film- und Fernsehtechnik
  - Museum für Weinkultur im historischen Rathaus
- Elmstein
  - Alte Samenklenge
  - Wappenschmiede Elmstein
- Freinsheim
  - Geschichte(n) in Zinn
  - Handwerkermuseum im Torturm
  - Historisches Spielzeugmuseum
- Großkarlbach
  - Mühlenmuseum Leiningerland in der Dorfmühle
- Grünstadt
  - Heimatmuseum Grünstadt
  - Kunst im Taubengarten
- Haßloch
  - Heimatmuseum Ältestes Haus
- Hettenleidelheim
  - Heimatmuseum und Archiv Karl Blum
- Neuleiningen
  - Leiningerland-Museum im Burgturm
  - Museum an der Münze
- Quirnheim, Landkreis Bad Dürkheim
  - Motorrad- und Technikmuseum Leiningerland
- Wachenheim an der Weinstraße, Landkreis Bad Dürkheim
  - Holzlöffelsammlung
  - Waagenmuseum

## Ehemalige Museen
- Deidesheim
  - Museum für moderne Keramik, geschlossen 2005
- Frankeneck
  - Papiermacher- und Heimatmuseum, geschlossen 2019
- Lambrecht
  - Deutsches Schaustellermuseum